# Green-Tinted Sixties Mind
Green-Tinted Sixties Mind è un singolo del gruppo musicale statunitense Mr. Big, estratto dall'album Lean into It nel novembre 1991.

## La canzone
Il brano è stato scritto dal chitarrista Paul Gilbert e ha come protagonista una ragazza antica, che vive come se fosse negli anni sessanta. La canzone viene aperta e chiusa da un riff in tapping eseguito a due mani.

## Video musicale
Il videoclip del brano mostra la band mentre si esibisce circondata da alcune ballerine che eseguono una coreografia. Tra queste appare la modella Kristine Rose.

## Tracce
7" Single Atlantic 7567-87702-7
1. Green-Tinted Sixties Mind – 3:30
2. Shadows – 3:32

CD Maxi Atlantic 7567-85852-2
1. Green-Tinted Sixties Mind – 3:30
2. Big Love – 4:48
3. Just Take My Heart (Acoustic) – 3:47
4. 30 Days in the Hole – 4:12

## Classifiche
| Classifica (1991)             | Posizione massima |
| ----------------------------- | ----------------- |
| Regno Unito                   | 72                |
| Stati Uniti (mainstream rock) | 33                |